# Lista de nomes de Odin
Odin (em norueguês: Óðinn), o deus supremo da mitologia nórdica, teve mais de 200 nomes ao longo da história, veiculados pelas tradições dos Escaldos e das Eddas.

| Nome (Nórdico antigo)       | Nome (alfabeto latinizado) | Significado                                                                                  | Fontes |
| --------------------------- | -------------------------- | -------------------------------------------------------------------------------------------- | --- |
| Aldaföðr                    |                            | Pai dos homens (ou do tempo/do mundo)                                                        | Óðins nöfn (1), Vafþrúðnismál (4, 53) |
| Aldagautr                   |                            | Gautr dos homens (ou do tempo/do mundo)                                                      | Baldrs draumar (2) |
| Alföðr                      | Alfodr                     | Pai de todos                                                                                 | Gylfaginning, Skáldskaparmál, Grímnismál (48), Óðins nöfn (2) |
| Algingautr                  |                            | El anciano Gautr                                                                             | O poema rúnico islandês (4) |
| Angan Friggjar              |                            | Prazer de Frigg                                                                              | Völuspá (54) |
| Arnhöfði                    |                            | Cabeça de águia                                                                              | Óðins nöfn (2) |
| Atriðr, Atriði              |                            | Cavaleiro ao ataque                                                                          | Gylfaginning, Grímnismál (48), Óðins nöfn (1) |
| Asagrim (*Ásagrimmr)        |                            | Senhor dos Aesir                                                                             | Stolt Herr Alf, Balada medieval sueca |
| Auðun                       |                            | Amigo da riqueza (Edwin, Audoin)                                                             | Óðins nöfn (1) |
| Bági ulfs                   |                            | Inimigo do Lobo                                                                              | Sonatorrek (23) |
| Baldrsfaðr                  |                            | Pai de Balder                                                                                | |
| Báleygr                     | Baleyg                     | Olho flamejante, O olhar matreiro                                                            | Gylfaginning, Skáldskaparmál, Grímnismál (47), Hákonardrápa de Alfredo, o Poeta Perturbado(6), Erfikvæði um Magnús berfœtt de Gísl Illugason (1), Nafnaþulur, Óðins nöfn (6), Grettisrímur V (61)                           |
| Biflindi                    | /                          | Lança que estremece, Escudo que estremece                                                    | Gylfaginning, Grímnismál (49), Óðins nöfn (6) |
| Bileygr                     | Bileyg                     | Olho que pisca u Olho que vibra                                                              | Gylfaginning, Grímnismál (47), þulur, Óðins nöfn (5) |
| Blindi, Blindr              | /                          | Cego                                                                                         | Gylfaginning, Helgakviða Hundingsbana II (prosa) |
| Brúni, Brúnn                |                            | Marrón, Oso                                                                                  | Óðins nöfn (6) |
| Böðgæðir                    |                            | Animador de batalhas                                                                         | |
| Bölverkr                    |                            | 'Criador de balas' ou Trabalhador do mal ou Feitor do mal                                    | Gylfaginning, Skáldskaparmál, Hávamál (109), Grímnismál (47), Óðins nöfn (7) |
| Bragi                       |                            | Cacique                                                                                      | |
| Bróðir Vilis, Bróðir Vilja  |                            | Irmão de Vili                                                                                | |
| Burr Bors                   |                            | Filho de Borr                                                                                | |
| Byrlindi                    |                            | Versão distorcida de Biflindi                                                                | Sturlaugsrímur III (50) |
| Darraðr, Dorruðr            |                            | Lanceiro                                                                                     | |
| Draugadróttinn              |                            | Senhor dos mortos-vivos                                                                      | Saga dos Inglingos |
| Dresvarpr                   |                            | [quem] projeta a lança                                                                       | Óðins nöfn (2) |
| Ein sköpuðr galdra          |                            | Único criador de Canções Mágicas                                                             | |
| Ennibrattr                  |                            | O da testa alta                                                                              | Óðins nöfn (6) |
| Eylúðr                      |                            | O que sempre ronca                                                                           | Óðins nöfn (6) |
| Faðmbyggvir Friggjar        |                            | O que habita o abraço de Frigg                                                               | |
| Faðr galdrs                 |                            | Pai das Canções Mágicas                                                                      | |
| Farmagnuðr, Farmögnuðr      |                            | O que permite viajar                                                                         | Háleygjatal (2), Skáldskaparmál |
| Farmaguð, Farmatýr          | Farmagud, Farmatyr         | Deus das Cargas (ou Fardos)                                                                  | Gylfaginning, Skáldskaparmál, Grímnismál (48), Óðins nöfn (2) |
| Farmr arma Gunnlaðar        |                            | Carregador dos braços de Gunnlöð                                                             | |
| Farmr galga                 |                            | Carregador de forcas                                                                         | |
| Fengr                       |                            | Portador ou Receptor                                                                         | Óðins nöfn (2) |
| Fimbultýr                   | Fimbultyr                  | Deus Poderoso                                                                                | Völuspá (60) |
| Fimbulþulr                  | Fimbulthul                 | Poderoso da corte                                                                            | Hávamál (80, 142) |
| Fjallgeiguðr                |                            | Deus que muda de forma                                                                       | Óðins nöfn (2) |
| Fliolmo                     | Fliolmo                    | O sábio, conselheiro                                                                         | Grímnismál (47), Reginsmál (18), Gylfaginning (3, 20), em muitos poemas escáldicos , Nafnaþulur, Óðins nöfn (2), Skíðaríma (91, 174)                                                                                        |
| Fjölsviðr                   | Fjolsvid, Fjolsvin         | Extremo sábio                                                                                | Gylfaginning, Grímnismál (47), Óðins nöfn (2) |
| Fjörgynn                    | Fjorgyn                    | Forma masculina de Fjörgyn que significa terra                                               | Lokasenna (26), Völuspá (56) |
| Foldardróttinn              |                            | Senhor da Terra                                                                              | |
| Forni                       |                            | Ancião                                                                                       | |
| Fornölvir                   |                            | Antigo sacerdote (Ölvir)                                                                     | Óðins nöfn (2) |
| Fráríðr, Fráríði            |                            | Aquele que cavalga na frente                                                                 | Óðins nöfn (2), Grettisrímur III (1), Sturlaugsrímur VI (47) |
| Frumverr Friggjar           |                            | Primeiro marido de Frigg                                                                     | |
| Fundinn                     |                            | O achado                                                                                     | Óláfsrímur Tryggvasonar A III (1) |
| Gagnráðr                    | Gagnrad                    | Conselheiro avantajado                                                                       | Vafþrúðnismál (8, 9, 11, 13, 15, 17) |
| Galdraföðr                  |                            | Pai de Canções Mágicas                                                                       | |
| Gangari, Ganglari, Gangleri | /                          | Wanderer ou Wayweary                                                                         | Gylfaginning, Grímnismál (46), Óðins nöfn (3) |
| Gangráðr                    |                            | Conselheiro adverso, Conselheiro de viagem                                                   | Óðins nöfn (3) |
| Gapþrosnir                  |                            | Aquele do grande frenesim                                                                    | Óðins nöfn (3) |
| Gautatýr                    | Gautatyr                   | Deus dos Gautas                                                                              | Skáldskaparmál, Hákonarmál de Eyvindr skáldaspillir (1) |
| Gautr                       | Gaut                       | Gautr                                                                                        | Gylfaginning, Skáldskaparmál, Grímnismál (54), Óðins nöfn (1), Friðþjófsrímur, Skíðaríma, Landrésrímur, Hjálmþérsrímur, Geiplur, Bjarkarímur, Griplur, Þrændlur, Skáldhelgarímur, Blávusrímur, Geirarðsrímur, Völsungsrímur |
| Geiguðr                     |                            | O galanteador                                                                                | Óðins nöfn (3) |
| Geirlöðnir                  |                            | O que hesita lançar                                                                          | Óðins nöfn (3) |
| Geirölnir                   |                            | Carregador da Lança                                                                          | Óðins nöfn (5) |
| Geirtýr                     |                            | Deus da Lança                                                                                | |
| Geirvaldr                   |                            | Mestra da Lança                                                                              | |
| Geldnir                     |                            |                                                                                              | |
| Ginnarr                     |                            | O que mente                                                                                  | Óðins nöfn (1) |
| Gizurr                      |                            | O dos enigmas                                                                                | Óðins nöfn (1) |
| Gestumblindi                | /                          | Convidado Cego                                                                               | Hervarar saga (10), þulur, Óðins nöfn (7) |
| Glapsviðr                   | Glapsvid, Glapsvin         | Swift in Deceit, Swift Tricker, Maddener, Wise in magical spells, Sábio das palavras mágicas | Gylfaginning, Grímnismál (47), Óðins nöfn (3) |
| Goði hrafnblóts             |                            | Goði das oferendas dos corvos                                                                | |
| Goðjaðarr                   |                            | Deus protetor                                                                                | |
| Göllnir                     |                            | Yeller                                                                                       | Óðins nöfn (3) |
| Gollorr                     |                            | Yeller                                                                                       | Óðins nöfn (1) |
| Göllungr                    |                            | Yellerr                                                                                      | Óðins nöfn (5) |
| Göndlir                     | Gondlir                    | Portador da baqueta ou utilizador do bastão                                                  | Gylfaginning, Grímnismál (49), Óðins nöfn (3) |
| Gramr Hliðskjálfar          |                            | Rei de Hliðskjalf                                                                            | |
| Grímnir                     | Grimnir                    | Encapuçado, Mascarado                                                                        | Gylfaginning, Grímnismál (introdução, 47, 49), lausavísur de Alfredo, o Poeta Perturbado (9), Þórsdrápa de Eilífr Goðrúnarson(3), Húsdrápa (1), lausavísur de Rögnvald Kali Kolsson (7), þulur, Óðins nöfn (1)              |
| Grímr                       | Grim                       | Máscara                                                                                      | Gylfaginning, Grímnismál (46, 47), þulur, Óðins nöfn (3, 7) |
| Gunnblindi                  |                            | Cegante das Batallas                                                                         | Óðins nöfn (8) |
| Hagvirkr                    |                            | Hábil trabalhador                                                                            | Óðins nöfn (4) |
| Hangadróttinn               |                            | Deus dos enforcados                                                                          | Saga dos Inglingos |
| Hangaguð, Hangatýr          | Hangagud, Hangatyr         | Deus dos enforcados                                                                          | Gylfaginning, Skáldskaparmál |
| Hangi                       |                            | O enforcado                                                                                  | |
| Haptabeiðir                 |                            | Comandante dos lideres                                                                       | |
| Haptaguð                    | Haptagud                   | Deus dos prisioneiros                                                                        | Gylfaginning |
| Haptasnytrir                |                            | Mestre dos Deuses                                                                            | |
| Haptsönir                   |                            | O que solta as correntes                                                                     | |
| Hárbarðr                    | Harbard                    | O da barda grisalha, Grey Beard                                                              | Gylfaginning, Grímnismál (49), Hárbardsljód, þulur, Óðins nöfn (3) |
| Hárr                        | Har                        | Superior                                                                                     | Gylfaginning, Grímnismál (46), Óðins nöfn (2) |
| Harri Hliðskjálfar          |                            | Senhor de Hliðskjalf                                                                         | |
| Hávi                        | Havi                       | O Superior                                                                                   | Hávamál (109, 111, 164), Óðins nöfn (4) |
| Heimþinguðr hanga           |                            | Visitante dos enforcados                                                                     | |
| Helblindi                   | /                          | O cegante de Hela                                                                            | Gylfaginning, Grímnismál (46) |
| Hengikeptr, Hengikjopt      |                            | Mandíbula pendurada                                                                          | Óðins nöfn (4) |
| Herblindi                   |                            | Cegante de anfitriões                                                                        | Óðins nöfn (5) |
| Herföðr, Herjaföðr          | Herfodr, Herjafodr         | Pai dos anfitriões                                                                           | Gylfaginning, Völuspá (29, 43), Vafthrúdnismál (2), Grímnismál (19, 25, 26), Óðins nöfn (5) |
| Hergautr                    |                            | Anfitrião dos Gautr                                                                          | |
| Herjan                      | /                          | Guerreiro, Sabujo, Senhor                                                                    | Gylfaginning, Grímnismál (46), Óðins nöfn (2) |
| Herteitr                    | Herteit                    | O que combate alegremente                                                                    | Gylfaginning, Grímnismál (47), Óðins nöfn (3) |
| Hertýr                      | Hertyr                     | Deus dos anfitriões                                                                          | Skáldskaparmál |
| Hildolfr                    |                            | Lobo de batalha                                                                              | |
| Hjaldrgegnir                |                            | Comprometido na batalla                                                                      | |
| Hjaldrgoð                   |                            | Deus das batalhas                                                                            | |
| Hjálmberi                   | Hjalmberi                  | Portador do elmo                                                                             | Gylfaginning, Grímnismál (46), þulur, Óðins nöfn (2) |
| Hjarrandi                   |                            | O que grita                                                                                  | Óðins nöfn (4) |
| Hléfreyr                    |                            | Famoso senhor/Senhor do carro                                                                | Óðins nöfn (5) |
| Hleifruðr                   |                            |                                                                                              | Óðins nöfn (4) |
| Hnikarr                     | Hnikar                     | Lançador selvagem, Impulsor                                                                  | Gylfaginning, Grímnismál (47), Reginsmál (18, 19), Óðins nöfn (2) |
| Hnikuðr                     | Hnikud                     | Lançador selvagem                                                                            | Gylfaginning, Grímnismál (48), Óðins nöfn (1) |
| Hoárr                       |                            | O que tem um olho                                                                            | |
| Hötter                      |                            | Chapeleiro                                                                                   | |
| Hovi                        |                            | Superior                                                                                     | |
| Hrafnaguð, Hrafnáss         | Hrafnagud                  | O Deus Corvo                                                                                 | Gylfaginning |